# 卑爾根巴士總站 (卑爾根輕鐵)
卑爾根巴士總站（挪威語：Bystasjonen holdeplass），是卑爾根輕鐵1號線及2號線的車站，是現時卑爾根輕鐵三個兩線途經的車站之一。車站名稱因為鄰近即為卑爾根市中心巴士站而命名。車站月台上採用（中譯即為卑爾根巴士站）的站名，但在官方網頁及列車上的路線圖，則只以（巴士站）稱之。
然而，「巴士站」本身其實是一座購物中心的名稱，於1988年開幕，11年後的1999年，另一座購物中心卑爾根購物中心在旁建成，並與原有的「巴士站」合併而成的建築群。
與皇冠城站一樣，2線有各自的乘車月台，但本站相比皇冠城站，全部月台皆在路面且距離十分接近，因此轉乘上亦十分便利。

## 車站構造
當路軌由朗尼舍達的碼頭街（Kaigaten）駛入隆格農莊碼頭（Lungegårdskaien）後，1號線會直行進入卑爾根購物中心的多層停車場內的地下路面層，並在此設站；至於2號月台，則左轉繼續沿隆格農莊碼頭前行，並在交通燈後設站。
兩線的路段均為輕鐵專用路面，其他車輛不可駛入。1號線採用一般水泥路面，而2號線則採用了舖設草皮的綠色路面。

### 月台
1號線月台大部份位置皆在室內，同樣設有自助售票機、顯示附近街道資訊的的LED屏幕及班次顯示屏。往卑爾根機場方向的月台旁即為巴士總站，而往城市公園方向的月台側靠近購物中及停車場入口。
至於2號線月台，則與一般的戶外月台配置相同：兩端皆採用無障礙斜道，半個月台設有上蓋，中央部份設有自助售票機、顯示附近街道資訊的的LED屏幕、4張候車長櫈及垃圾筒，而月台同樣亦豎立了列車資訊屏。
由於2號線的開通，現時月台編號均以英文字母標示，不過在1號線上的班次顯示屏，則仍保留原稱為「1號軌道」（月台A）和「2號軌道」（月台B）的稱呼。
| 月台 | 路線    | 目的地         |
| ---- | ------- | -------------- |
| A    | 1 1號線 | 卑爾根機場方向 |
| B    | 1 1號線 | 城市公園方向   |
| C    | 2 2號線 | 菲林斯谷方向   |
| D    | 2 2號線 | 碼頭街方向     |

亦因為鄰近卑爾根巴士總站，因此亦是輕鐵轉乘站中規模最大的一個，巴士站由E月台一直編號至U月台，分佈在室內的巴士總站以及旁邊的路，當中更包括跨鎮的路線以及長途城際巴士路線。

## 軼事
由於在碼頭街進行拆除轉轍器工程，2023年6月25日至7月24日期間，1號線和2號線均不可駛入碼頭街，因此兩線均以此為終點站。

## 相鄰車站
卑爾根輕鐵
-   1   1號線

朗尼舍達 - 巴士總站 - 尼加德
-   2   2號線

朗尼舍達 - - 巴士總站 - 佛雷恩

## 外部連結
- 卑爾根輕鐵卑爾根巴士總站電子時間表 （页面存档备份，存于）
- Skyss卑爾根巴士總站電子時間表 （页面存档备份，存于）